# Факторы роста эндотелия сосудов
Фа́ктор ро́ста эндоте́лия сосу́дов (VEGF; англ. Vascular endothelial growth factor) — сигнальный белок, вырабатываемый клетками для стимулирования васкулогенеза (образование эмбриональной сосудистой системы) и ангиогенеза (рост новых сосудов в уже существующей сосудистой системе). В настоящее время известно несколько различных факторов данного семейства (которое, в свою очередь, является подклассом достаточно обширного класса факторов роста).
Белки VEGF служат частью системы, отвечающей за восстановление подачи кислорода к тканям в ситуации, когда циркуляция крови недостаточна. Концентрация VEGF в сыворотке крови повышена при бронхиальной астме и сахарном диабете. Основные функции VEGF — создание новых кровеносных сосудов в эмбриональном развитии или после травмы, усиление роста мышц после физических упражнений, обеспечение коллатерального кровообращения (создание новых сосудов при блокировании уже имеющихся).
Повышенная активность VEGF может привести к возникновению различных болезней. Так, со́лидные раковые опухоли не могут вырасти крупнее некоторого ограниченного размера, не получив адекватного кровоснабжения; опухоли же, способные экспрессировать VEGF, могут расти и метастазировать. Избыточная экспрессия VEGF может вызвать сосудистые заболевания тех или иных частей тела (в частности, сетчатки глаз). Некоторые созданные в последние годы лекарственные препараты (такие, как бевацизумаб) способны, ингибируя VEGF, контролировать или замедлять течение таких заболеваний.
Текущие исследования показывают, что белки VEGF — не единственный активатор ангиогенеза. В частности, FGF2 и HGF также являются мощными ангиогенными факторами.

## Классификация
Наиболее важную роль в организме человека играет белок семейства VEGF, называемый VEGF-A. В данное семейство также входят плацентарный фактор роста (PGF) и белки VEGF-B, VEGF-C, VEGF-D. Все они были обнаружены позже, чем VEGF-A (до их обнаружения белок VEGF-А назывался просто VEGF).
Наряду с перечисленными были открыты белок VEGF, кодируемый вирусами (VEGF-E), и белок VEGF, содержащийся в яде некоторых змей (VEGF-F).
| Тип    | Функция |
| ------ | --- |
| VEGF-A | 1. Ангиогенез - Миграция клеток эндотелия - Митоз клеток эндотелия - Активность метанмонооксигеназы - Активность интегрина αVβ3 - Создание просветов в кровеносных сосудах - Создание пор в клетках эндотелия 1. Хемотаксис для макрофагов и гранулоцитов 2. Вазодилатация |
| VEGF-B | Эмбриональный ангиогенез (в частности, тканей миокарда) |
| VEGF-C | Ангиогенез лимфатических сосудов |
| VEGF-D | Развитие лимфатических сосудов в лёгких |
| PIGF   | Васкулогенез (а также ангиогенез при ишемии, воспалении, заживлении ран и раке) |

Активность белка VEGF-А изучалась (как следует из его названия) в основном на клетках эндотелия сосудов, хотя он оказывает влияние на функционирование и других типов клеток (например, стимулирует миграции моноцитов/макрофагов, действует на нейроны, клетки раковых опухолей, почечные эпителиальные клетки). В исследованиях in vitro было показано, что VEGF-A  стимулирует митогенез эндотелиальных клеток и их миграции. VEGF-A также усиливает и увеличивает проницаемость микрососудов и был первоначально назван «Сосудистый фактор проницаемости».

## Альтернативная классификация
Понятие «белков VEGF» — широкое понятие, охватывающее две группы белков, которые возникают в результате альтернативного сплайсинга матричной РНК (мРНК) одного гена, содержащего 8 экзонов. Эти две группы различаются сайтом сплайсинга терминального 8-го экзона: белки с проксимальным сайтом обозначаются как VEGFxxx, а с дистальным — как VEGFxxxb. Кроме того, альтернативный сплайсинг 6-го и 7-го экзонов изменяет их гепарин-связывающие свойства и аминокислотный состав (у людей: VEGF121, VEGF121b, VEGF145, VEGF165, VEGF165b, VEGF189, VEGF206; у грызунов ортологи этих белков содержат на одну аминокислоту меньше). Эти области имеют важные функциональные последствия для вариантов VEGF, так как сайт сплайсинга терминального участка (8-й экзон) определяет, будут ли белки проангиогенными (проксимальный сайт сплайсинга, используемый в ходе ангиогенеза) или антиангиогенными (дистальный сайт сплайсинга, используемый в нормальной ткани). Кроме того, включение или исключение 6-го и 7-го экзонов обеспечивают взаимодействия с  гепарансульфатными протеогликанами и нейропилиновыми корецепторами на поверхности клетки, увеличивая их способность связывать и активировать рецепторы VEGF (VEGFR). Недавно было показано, что у мышей белок VEGF-C является важным индуктором нейрогенеза в субвентрикулярных зонах, не оказывающим ангиогенных эффектов.

## Рецептор VEGF
Все члены семейства белков VEGF стимулируют клеточный отклик, связываясь с рецепторами с тирозинкиназной активностью на поверхности клетки; активизация данных белков происходит путём их трансфосфорилирования. Все VEGF-рецепторы имеют внеклеточную часть, состоящую из 7 иммуноглобулин-подобных областей, один трансмембранный участок и внутриклеточную часть, содержащую тирозинкиназный домен. 
Известно 3 типа рецепторов, которые обозначаются как VEGFR-1, VEGFR-2 и VEGFR-3. Также, в зависимости от альтернативного сплайсинга, рецепторы бывают мембраносвязанные и свободные. 
Белок VEGF-A связывается с рецепторами VEGFR-1 (Flt-1) и VEGFR-2 (KDR/Flk-1); при этом рецептор VEGFR-2 выступает как посредник почти во всех известных реакциях клетки на VEGF. Функции рецептора VEGFR-1 определены менее чётко (хотя полагают, что он модулирует сигналы VEGFR-2). Ещё одна функция VEGFR−1 — он может выступать как «пустой» рецептор, изолируя белок VEGF от рецептора VEGFR-2 (что представляется особенно важным при ангиогенезе во время развития  зародыша). 
Белки VEGF-C и VEGF-D (но не VEGF-A) являются лигандами для третьего рецептора (VEGFR-3), выступающего посредником лимфангиогенеза.

## Продукция клетками
Производство белков VEGFxxx может быть вызвано в клетках, которые не получают достаточного количества кислорода. Когда клетка испытывает дефицит в кислороде, она производит один из факторов транскрипции — фактор, индуцируемый гипоксией (HIF). Данный фактор (помимо других функций — в частности, модуляции эритропоэза, т. е. процесса образования эритроцитов в костном мозге) стимулирует высвобождение белков VEGFxxx. Циркулирующий белок VEGFxxx затем связывается с VEGF-рецептором на клетках эндотелия и активирует действие тирозинкиназы, запуская ангиогенез.
Факторы транскрипции HIF-1α и HIF-1β постоянно производятся организмом, однако фактор HIF-1α при наличии кислорода чрезвычайно неустойчив (так что в аэробных условиях его содержание резко падает). Если же клетка испытывает гипоксию, то фактор HIF-1α сохраняется, и комплекс HIF-1α / HIF-1β стимулирует выпуск белков VEGF.

## Клиническое значение

### Роль VEGF в патологии
Уровень VEGFxxx коррелирует с неблагоприятных прогнозом при раке молочной железы. Многочисленные исследования показывают снижение общей выживаемости и выздоровления с этими опухолями при избыточной экспрессии VEGF. Сверхэкспрессия VEGFxxx может быть первым шагом в процессе метастазирования — шагом, который включает «ангиогенный» переключатель. Хотя VEGFxxx связан с плохой выживаемостью, его точный механизм действия в прогрессии опухоли остается неясным.
Белки VEGFxxx также выделяются при ревматоидном артрите в ответ на ФНО-α, вызывая повышение сосудистой проницаемости и отёки, а также стимулирование ангиогенеза (формирование капилляров).
VEGFxxx играет важную роль при диабетической ретинопатии. Микроциркуляторные проблемы в сетчатке людей с диабетом могут привести к ишемии сетчатки, что приводит к высвобождению VEGFxxx, который начинает преобладать над антиангиогенными изоформами VEGFxxxb. Активность VEGFxxx, в свою очередь, способна привести к образованию новых кровеносных сосудов в сетчатке (предвещая изменения, которые могут представлять угрозу для зрения).
Важное значение имеют белки VEGFxxx в патологии влажной формы возрастной макулодистрофии, являющейся ведущей причиной слепоты у пожилых людей в промышленно развитых странах. У сосудистой патологии возрастной макулодистрофии наблюдается определённое сходство с диабетической ретинопатией, хотя причины заболевания и типичный источник неоваскуляризации отличаются.
Сывороточный уровень белка VEGF-D значительно выше (по сравнению со среднестатистической нормой) у больных с ангиосаркомой.
У пациентов, страдающих от эмфиземы легких, было установлено снижение уровня VEGF в лёгочных артериях.
В почках повышенная экспрессия VEGFxxx в клубочках непосредственно вызывает гломерулярную гипертрофию, связанную с протеинурией.
Изменения уровня VEGF могут указывать на ранние стадии развития преэклампсии.

### Анти-VEGF терапия
Анти-VEGF терапия играют важную роль в лечении некоторых видов рака (в частности — рака почки), диабетической ретинопатии, тромбоза вен сетчатки и влажной формы возрастной макулодистрофии. Она может включать использование моноклональных антител (таких, как бевацизумаб — торговое название Авастин), производных антител (таких, как ранибизумаб — Lucentis), или принимаемых перорально низкомолекулярных ингибиторов тирозинкиназ, стимулируемых VEGF: лапатиниб — Tykerb, сунитиниб — Сутент, сорафениб — Нексавар, акситиниб — Inlyta и пазопаниб — Votrient (некоторые из этих лекарств действуют на VEGF-рецепторы, а не на белки VEGF). ТГК и каннабидиол подавляют VEGF и замедляют рост глиомы.
Г. Бергерс и Д. Хананан пришли в 2008 г. к заключению, что препараты, ингибирующие белок VEGF или VEGF-рецепторы, демонстрируют терапевтическую эффективность на мышиной модели рака и на всё увеличивающемся числе злокачественных опухолей человека. Но «польза от их использования — преходящая и сопровождается возобновлением роста и прогрессии опухоли».
Более поздние исследования последствий использования ингибиторов VEGF показали, что они, будучи способными замедлить рост первичной опухоли, могут иногда содействовать её метастазированию.
Доклинические испытания показали, что уровень VEGF также снижают тиазолидиндионы (используются для лечения сахарного диабета 2-го типа и заболеваний, связанных с ним), и это воздействие на клетки гранулёзы дает возможность использовать тиазолидиндионы при синдроме гиперстимуляции яичников.